# Howard Roberts
Pour les articles homonymes, voir Roberts.
Howard Mancel Roberts (né le 2 octobre 1929 à Phoenix, mort le 28 juin 1992 à Seattle) est un guitariste de jazz américain et un musicien de studio.

## Biographie
Howard Roberts, fils de Damon Roberts, un cow-boy et son épouse Vesta, commence à jouer de la guitare à 8 ans, une guitare acoustique de 18 $ fabriquée par Gibson, modèle étudiant de Kalamazoo, que ses parents lui offrent à Noël. Il prend des cours auprès de Horace Hatchett, qui fait remarquer au père de Roberts qu'à l'âge de 15 ans, il a son propre style de jeu et joue mieux que lui. À 15 ans, il joue professionnellement et localement de la musique, principalement basée sur le blues, où il apprend auprès d'un certain nombre de musiciens noirs, le trompettiste Art Farmer faisant partie de ce groupe. À l'époque, Roberts et son ami proche et colocataire, le guitariste Howard Heitmeyer, commencent leur journée en s'entraînant 3 ou 4 heures, vont voir un film l'après-midi, retournent s'entraîner jusqu'à ce qu'ils aillent dans les clubs le soir.
À 17 ans, Roberts participe à un cours lancé par Joseph Schillinger, un compositeur et théoricien. Fabian Andre est chargé d'enseigner ce cours. Schillinger applique des principes mathématiques à l'art, ce qui plaît à Roberts. Pour pouvoir suivre le cours, il conclut un accord avec Andre ; il balaie les sols après les cours pour aider à couvrir le coût de ses frais de scolarité. À la fin des années 1940, Roberts joue avec l'un de ses amis d'enfance, Pete Jolly, un pianiste de jazz bien connu, et ils font une tournée à Washington et dans l'Idaho au début des années 1950.
En 1950, il s'installe à Los Angeles, en Californie, sans aucun endroit où vivre et avec seulement sa guitare et son ampli. Roberts se concentre sur la scène "after hours", jouant avec des musiciens tels que Sonny Stitt, Dexter Gordon et Buddy DeFranco. Après l'avoir entendu jouer un soir, Roberts rencontre Barney Kessel, ce qui marque le début d'une amitié importante et durable. C'est Kessel qui présente le jeune Roberts au guitariste Jack Marshall, qui le signe finalement chez Capitol Records plus tard en 1963.
Avec l'aide de Marshall, il commence à travailler avec des musiciens, des arrangeurs et des auteurs-compositeurs, dont Neal Hefti, Henry Mancini, Bobby Troup, Chico Hamilton, George Van Eps et Kessel. Par coïncidence, le premier concert de Roberts a lieu dans le cadre de The Al Pierce Show, une émission de radio dans laquelle Roberts avait dit à sa mère qu'il participerait un jour à l'âge de 10 ans. C'est son premier emploi rémunéré depuis son arrivée à Los Angeles, gagnant 550 dollars par semaine. C'est à cette époque qu'il commence à enseigner la guitare au Westlake College.
Roberts enregistre son premier disque en 1952, Jam Session No. 10 avec Gerry Mulligan et Jimmy Rowles. Il enregistre avec le Wardell Gray Quintet sur l'album Live at the Haig. En 1955, Roberts joue sur l'album The Chico Hamilton Trio, qui sort sur le label Pacific Jazz. Cet album lui apporte la première reconnaissance notable qu'il recevra plus tard, le DownBeat New Star Award.
Vers 1956, Troup le signe chez Verve Records en tant qu'artiste solo. Kessel occupe un poste de directeur artistique au sein du label et produit pour le label l'album de Roberts intitulé Mr. Roberts Plays Guitar. Cet album contient des arrangements de Marshall, Marty Paich et Bill Holman, trois arrangeurs bien connus à Hollywood à l'époque. À ce stade, Roberts décide de se concentrer sur l'enregistrement, à la fois en tant qu'artiste solo et en tant que musicien de session pour The Wrecking Crew, une direction qu'il poursuivra jusqu'au début des années 1970. Une histoire intéressante se dégage de la séance d'enregistrement de Peggy Lee en mai 1958 pour laquelle il avait été engagé. Lorsque la séance est déplacée pour enregistrer ce qui allait devenir l'un des tubes les plus connus de Lee, Fever, le producteur Marshall décide de ne pas utiliser la partie de guitare que Roberts aurait jouée. En conséquence, Roberts claque des doigts sur le morceau, ainsi que sur la ligne de basse de Max Bennett et le chant de Lee. C'est techniquement ce que les musiciens de session appellent un double, étant engagé pour jouer d'un instrument (sa guitare) et finissant par jouer d'un autre "instrument", en claquant des doigts.
En 1959, il a l'occasion de jouer sur la bande originale de l'émission télévisée The Deputy, avec Henry Fonda dans le rôle principal. Marshall compose la bande originale et veut une guitare jazz pour jouer dessus. Il engage Roberts pour le rôle, lui permettant d'improviser sur les séquences d'action de la série.
En 1963, Roberts enregistre Color Him Funky et H.R. Is a Dirty Guitar Player, ses deux premiers albums pour Capitol. Produits par Marshall, ils présentent tous deux le même quatuor avec Roberts (guitare), Chuck Berghofer (en) (basse), Earl Palmer (batterie) et Paul Bryant en alternance avec Burkley Kendrix à l'orgue. Après cela, Howard Roberts est appelé simplement H.R. Les albums que Roberts réalise pour Capitol sont faits pour l'échelle, il ne recevra jamais de rémunération supplémentaire sur leurs ventes. Il enregistre 11 albums avec Capitol avant de signer avec ABC Records/Impulse!.
Roberts joue de la guitare rythmique et solo, de la guitare basse et de la mandoline. Il est souvent filmé avec une Gibson ES-150 modifiée des années 1930, qu'il avait achetée à Herb Ellis dans les années 1950. Cette guitare est sa guitare principale du début des années 1960 jusqu'en 1973 environ. Il est également connu pour son utilisation intensive d'une guitare Gibson L-4 modifiée en studio et pour des projets télévisés et cinématographiques. Cette guitare avait été conçue à l'origine en 1962 par Roberts et le concepteur de produits de C.M.I. Andy Nelson. La guitare avait une rosace ovale et un seul micro ainsi que d'autres particularités de conception. C.M.I., dans un effort pour économiser de l'argent, avait basé ce qu'ils appelaient le modèle Howard Roberts sur la L-4, qui se vendait moins bien, et qui avait été modifiée après un accord conclu entre Roberts et Ted McCarty, alors président de Gibson. La nécessité de cet accord était due au fait que la guitare résultante ne ressemblait en rien au design que Nelson et Roberts avaient soumis. Malheureusement pour lui, la guitare et son ampli Benson sont volés trois mois après qu'il prend livraison de la guitare. Une version redessinée est produite plus tard par Gibson.
En tant que membre du Wrecking Crew, Roberts fait partie du mur de son de Phil Spector. Il ne s'entend pas bien avec Spector, comme en témoigne son départ d'une séance où Spector avait tiré avec son pistolet dans le plafond, lui disant de ne plus l'appeler. Des années 1960 jusqu'à 1976 environ, il joue pour plus de 2 000 disques et qu'il enregistre régulièrement plus de 900 séances par an pendant un certain temps.
Roberts et l'un de ses anciens élèves, Ron Benson, participent à la construction d'amplificateurs de guitare de 1968 à 1970. En raison des différents styles de jeu de Roberts, il avait besoin d'un ampli suffisamment polyvalent pour couvrir les différents genres. Benson, s'inspirant de la Gibson GA-50, dit à Roberts qu'il lui construira un ampli qui répondrait à ses besoins. Roberts répond en lui avançant les fonds nécessaires pour en construire un pour chacun d'eux. Après avoir entendu l'ampli connu sous le nom de Benson 300 lors de sessions, d'autres joueurs s'intéressent à l'acquisition d'un ampli Benson. Le duo construit environ 2000 amplis avant que des problèmes avec des investisseurs ne mettent fin à Benson Electronics, Inc. en tant qu'entreprise.
À partir de la fin des années 1960, Roberts commence à se concentrer sur l'enseignement plutôt que sur l'enregistrement. Il a voyagé à travers le pays pour donner des séminaires de guitare et a écrit plusieurs livres pédagogiques. Pendant quelques années, il écrit une chronique Jazz Improvisation pour le magazine Guitar Player (en). Roberts développe des concepts et des techniques d'apprentissage accéléré, qui conduisent à la fondation de Playback Music Publishing et du Guitar Institute of Technology en 1977.

## Vie privée
Roberts s'est marié trois fois et a cinq enfants : une fille avec sa première femme, Betty ; trois garçons avec sa seconde femme, Jill ; un fils avec sa dernière femme, Patricia. Roberts meurt d'un cancer de la prostate à Seattle, le 28 juin 1992.

## Discographie
- Mr. Roberts Plays Guitar (Verve, 1957)
- Good Pickin's (Verve, 1959)
- Color Him Funky (Capitol, 1963)
- H.R. Is a Dirty Guitar Player (Capitol, 1963)
- Something's Cookin'  (Capitol, 1964)
- Goodies (Capitol, 1965)
- All-Time Great Instrumental Hits (Capitol, 1966)
- Whatever's Fair! (Capitol, 1966)
- The Movin' Man (VSP, 1966)
- The Velvet Groove (Verve, 1966)
- Guilty!! (Capitol, 1967)
- Jaunty-Jolly! (Capitol, 1967)
- Out of Sight (But "In" Sound) (Capitol, 1968)
- Spinning Wheel (Capitol, 1969)
- Antelope Freeway (Impulse, 1971)
- Sounds (Capitol, 1974)
- Equinox Express Elevator (ABC Impulse!, 1975)
- The Real Howard Roberts (Concord Jazz, 1978)
- Turning to Spring (Discovery, 1981)
- The Magic Band Live at Donte's (V.S.O.P., 1995)
- The Magic Band II (V.S.O.P., 1998)